# Xfire
Xfire var ett gratis direktmeddelandeprogram speciellt utformat för att kunna användas i datorspel över Internet, utan att behöva gå ur själva spelet. Programmet stöder för närvarande över 900 spel. Det kräver inte lika mycket av datorn som exempelvis Windows Live Messenger, och det kan vara praktiskt när man kör på en äldre/sämre dator. Xfire kan även visa Ventrilo-servrars IP-adresser.
Senare versioner av xfire stödjer nu MSN Messenger script så att MSN Messenger kan användas även i spel med hjälp av xfire.
År 2003, Xfire släppte Xfire Client den första produkten för att få omvärlden i dina spel. Sedan dess ödmjuka början som en enkel chatt-klient, har Xfire utvidgats till att göra det möjligt för användare att skapa och spela in hundratusentals turneringar över hela världen. Att locka över 25 miljoner användare i en frisk och levande gemenskap, Xfire satte standarden för socialisering och anslutning i PC / Konsolspel.